# Big Fish Games
Big Fish Games — разработчик казуальных компьютерных игр из Сиэтла, штат Вашингтон. Компания является как разработчиком, так и дистрибьютором казуальных игр, предназначенных в основном для компьютеров и для мобильных устройств. Компания была основана Полом Теленом в 2002 году, и по данным 2013 года имеет более 700 работников в штате.

## История
Компания Big Fish Games была основана бывшим руководителем ex-RealNetworks Полом Теленом в 2002 году. В 2009 году компания объявила об открытии их нового европейского офиса в Корке, Ирландия. BBB присвоила Big Fish Games наивысший рейтинг благодаря их обратной связи и решению проблем, а также относительно небольшому количеству жалоб для бизнеса такого уровня.
В сентябре 2008 года компания получила 83 миллиона долларов в качестве финансовой поддержки из венчурных капиталов Balderton Capital, General Catalyst Partners и Salmon River Capital.
В августе 2013 года компания объявила о закрытии своего облачного игрового сервиса, Vancouver Studio и офиса в Корке.
12 ноября 2014 года Big Fish Games были приобретены компанией Churchill Downs Incorporated за 885 миллионов долларов. Основным видом деятельности этой компании является игорный бизнес. Она владеет несколькими значимыми ипподромами, в том числе и одноименным ипподромом Churchill Downs.
В 2018 году Churchill Downs продали компанию Aristocrat Technologies за $990 миллионов.

## Big Fish Studios
Big Fish Studios — внутренняя студия-разработчик, публикующая разнообразные игры каждый год через Big Fish Games. Многие игры используют разработанный в компании движок, поддержкивающий сразу DirectX и OpenGL.

## Цифровое распространение
Big Fish Games распространяет более 2500 казуальных игр более 500 разработчиков. По утверждениям Big Fish Games, с сайта компании производится около 1 500 000 загрузок в день. Их сервис предлагает загружаемые казуальные игры с возможностью загрузки пробных версий, в которых игроки получают 60 минут игрового времени, а затем игрок видит предложение купить полную версию.

## Онлайн-игры
Big Fish Games вошли на рынок браузерных игр с приобретением игрового сайта Ion Thunder в 2007 году; после сделки сервису дали новое имя, Atlantis. Сервис, который в 2009 году был назван Big Sea Games, был закрыт в 2010 году при переходе компании с традиционных онлайн-игр на приложения для Facebook и мобильных телефонов.